# Tristagma peregrinans
Tristagma peregrinans är en amaryllisväxtart som beskrevs av Pierfelice Ravenna. Tristagma peregrinans ingår i släktet Tristagma och familjen amaryllisväxter. Inga underarter finns listade i Catalogue of Life.